# Chitral (État princier)
1320–1969
Entités précédentes :
- Khanat de Djaghataï

Entités suivantes :
- Pakistan

Chitral est un ancien État princier des Indes, correspondant à l'actuel district de Chitral.
L’État de Chitral est fondé en 1320 alors que le Khanat de Djaghataï s’effondre. Jusqu'en 1698, il est intégré à l'Empire timouride. À la suite d'un changement de dynastie vers 1700, son souverain est appelé « Mihtar » et l’État devient indépendant. En 1885, les dirigeants de l’État princier s'allient avec les Britanniques afin de conserver leur autonomie.
En 1947, son souverain Mohammad Mozaffar al-Molk accepte de rejoindre le Pakistan et l'État est définitivement intégré le 28 juillet 1969 à la province du Pakistan occidental, puis rejoint la province de la Frontière-du-Nord-Ouest en 1970 quand elle est rétablie. Selon le recensement de 1951, la population de l’État s'élevait à 107 906 habitants.

## Liste des mihtars de Chitral
- 1585 - ? : Shâh Katur
- 1712 - 1745 : Sangalli
- ? - ? : Muhammad Beg
- 1775 - 1790 : Faramarz Shâh
- 1790 - 1795 : Shâh Afzal I
- 1795 - 1798 : Shâh Fadl
- 1798 - 1818 : Khairoullah Khuswakte (+1818)
- 1818 - 1833 : Shah Nawaz Khân (2e règne)
- 1833 - 1837 : Mohammed Mokhtaram Shâh (+1837)
- 1837 - 1853 : Mohammed Shah Afzal II (+1853)
- 1853 - 1858 : Mohammed Mokhtaram Shâh III (+1858)
- 1858 - 30 août 1892 : Mohammed Aman al-Molk II (en) (v.1821-1892)
- 30 août 1892 - 1er décembre 1892 : Mohammed Afzal al-Molk (en) (+1892)
- 1er décembre 1892 - 1893 : Shir Afzal Khân (en)
- 1893 - 1895 : Mohammed Nizam al-Molk (en) (+1895)
- 1895 : Mohammed Amir al-Molk (en) (1878-1924)
- 1895 - 1936 : Mohammed Shoja al-Molk (en) (1882-1936)
- 1936 - 1943 : Mohammad Naser al-Molk (en) (1897-1943)
- 1943 - 1948 : Mohammad Mozaffar al-Molk (en) (1901-1948)
- 1948 - 1954 : Sayf ar-Rahman (1926-1954)
- 1954 - 1969 : Mohammad Naser Sayf al-Molk, né en 1950